# Municipio de Denver (Illinois)
El municipio de Denver (en inglés: Denver Township) es un municipio ubicado en el condado de Richland en el estado estadounidense de Illinois. En el año 2010 tenía una población de 411 habitantes y una densidad poblacional de 4,48 personas por km².

## Geografía
El municipio de Denver se encuentra ubicado en las coordenadas 38°48′5″N 88°12′18″O / 38.80139, -88.20500. Según la Oficina del Censo de los Estados Unidos, el municipio tiene una superficie total de 91.71 km², de la cual 91,67 km² corresponden a tierra firme y (0,04 %) 0,04 km² es agua.

## Demografía
Según el censo de 2010, había 411 personas residiendo en el municipio de Denver. La densidad de población era de 4,48 hab./km². De los 411 habitantes, el municipio de Denver estaba compuesto por el 97,32 % blancos, el 2,19 % eran afroamericanos, el 0,24 % eran asiáticos y el 0,24 % eran de una mezcla de razas. Del total de la población el 0,24 % eran hispanos o latinos de cualquier raza.